# إيرا دافنبورت (سياسي)
إيرا دافنبورت هو سياسي أمريكي، ولد في 28 يونيو 1841 في هورنيلسفيل في الولايات المتحدة، وتوفي في 6 أكتوبر 1904 في قريو باث في الولايات المتحدة. نشط حزبياً في الحزب الجمهوري. وقد انتخب عضو مجلس ولاية نيويورك ‏ وانتخب عضو مجلس النواب الأمريكي ‏.